# Christina Jordan
Christina Sheila Jordan (née le 19 juin 1962 à Johor Bahru, Malaisie) est une femme politique britannique.
En 2019, elle est élue députée européenne du Parti du Brexit.

## Biographie
Avant son élection comme députée européenne, Jordan a travaillé comme personnel navigant pour British Airways avant de suivre une formation d'infirmière,.